# Běhulík rezavoprsý
Běhulík rezavoprsý (Cursorius coromandelicus) je bahňák z čeledi ouhorlíkovití (Glareolidae), který obývá suché oblasti Indického subkontinentu.

## Systematika
Druh formálně popsal německý přírodovědec Johann Friedrich Gmelin v roce 1789 v revidované a rozšířené verzi Linného přelomového díla Systema Naturae. Gmelin nově popsaný druh zařadil do rodu Charadrius a pojmenoval jej Charadrius coromandelicus. Svůj popis založil na popisu „Coromandelského kulíka“ (Coromandel plover) od anglického ornitologa Johna Lathama, který běhulíka rezavoprstého popsal ve své knize A General Synopsis of Birds z roku 1785. Latham zase založil svůj popisek na ručně kolorovaném tisku, který vyšel v knize Histoire Naturelle des Oiseaux francouzského přírodovědce Georgese-Louise Leclerca. Běhulík rezavoprsý se nyní řadí do nepočetného rodu Cursorius, který vytyčil již zmíněný John Latham v roce 1790. Rodové jméno cursorius pochází z latinského cursorius, čili „běžec“ (z currere = „běžet“); druhové jméno coromandelicus, čili coromandelský, odkazuje ke Koromandelské pobřeží, typové lokalitě druhu.

Vybraná dobová vyobrazení
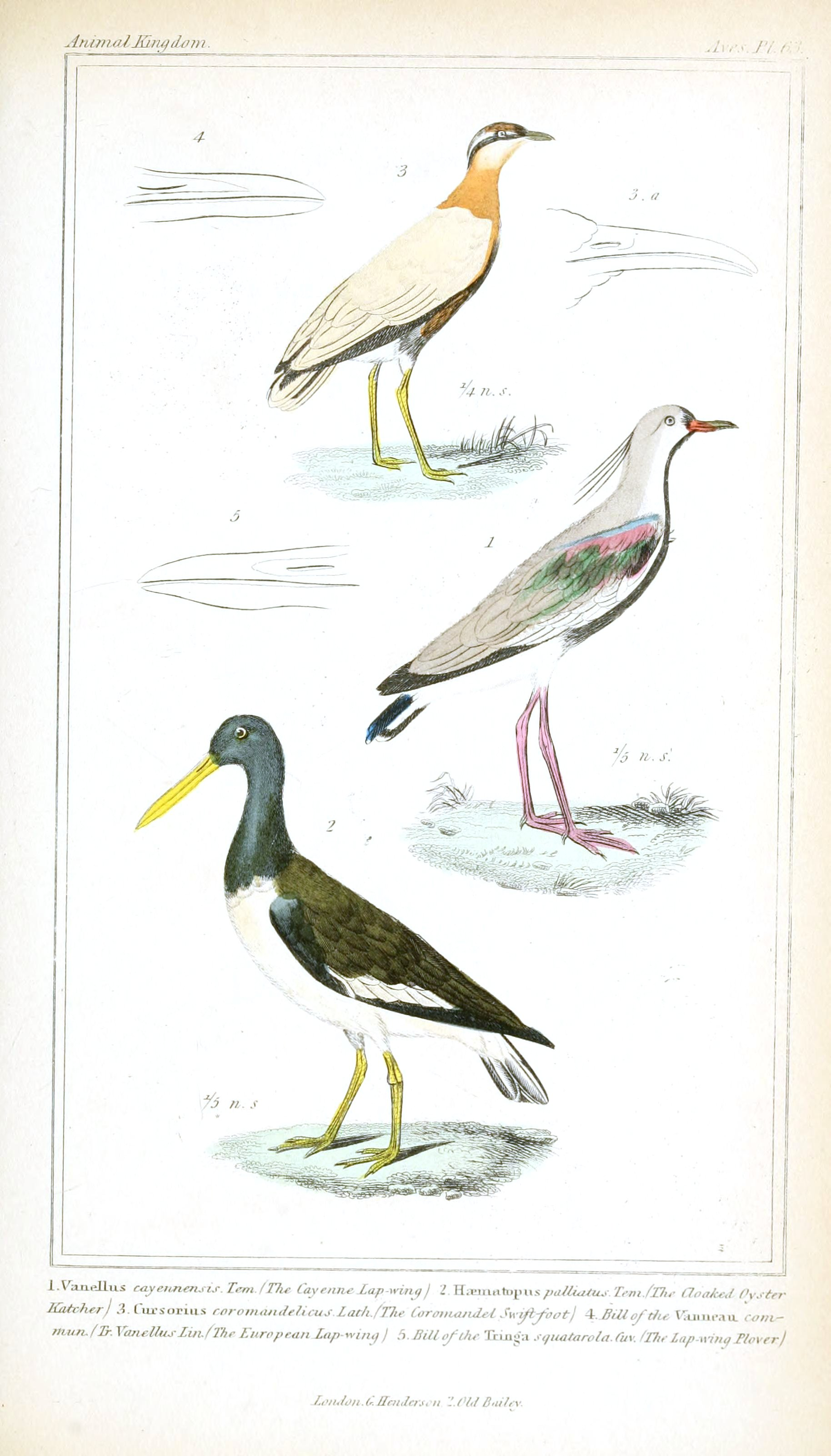
Běhulík rezavoprsý (nahoře, 1837)
Ilustrace z let 1700–1880
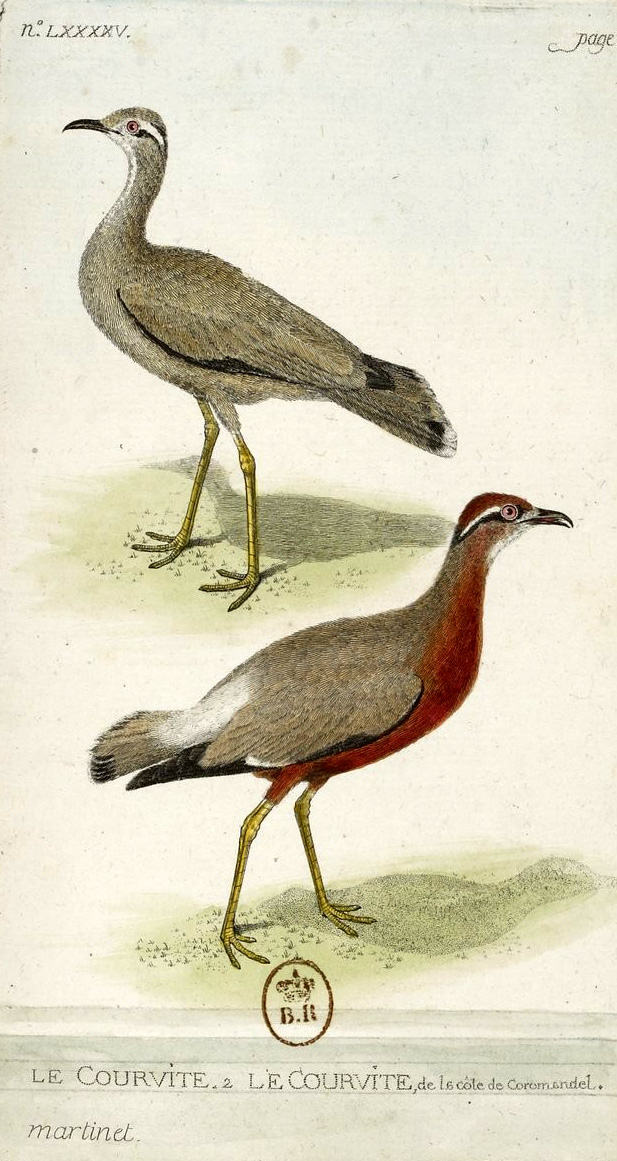
Běhulík rezavoprsý (dole, 1796)

## Rozšíření a populace
Běhulíci rezavoprsí jsou široce rozšířeni po celém Indickém subkontinentu, konkrétně v Bangladéši, Indii, Nepálu, východním Pákistánu a čístečně i na Šrí Lance. Celková populace není známa.

## Popis
Běhulík rezavoprsý dosahuje délek kolem 23 cm. Křídlo měří 144–163 mm, zobák 18–22 mm, běhák 49–59 mm, ocas 51–57 mm. Přes hlavu se táhnou různobarevné podélné pruhy. Korunka je sytě kaštanová, obočí je bílé a táhne se až k šíji, kde se spojuje, oční proužky jsou černé a také se táhnou až k šíji. Uzdičky jsou černé a tvoří přední část černého očního proužku. Svrchní strana těla je většinou tmavě šedohnědá, pouze ruční letky, velké ruční krovky a letky křidélka jsou z obou stran černé. Ocas je po stranách a u kořene bílý, střední pár ocasních krovek je šedohnědý s černými konečky na vnějších stranách.  Postranní tváře jsou do běla, hrdlo je světle skořicové. Hruď je skořicově hnědá, střední část břicha je černá a zadní část břicha bílá. Spodní krovky ocasní jsou bílé. Spodní strana křídel má černé ruční letky, loketní a ramenní letky jsou šedohnědé. Samec a samice vypadají stejně, i když samice bývá v průměru o maličko větší. Nedospělí jedinci jsou silně odlišní od dospělých. Svrchní část jejich děla je bledě žlutohnědá s nepravidelným černým pruhováním. Bílé obočí je pouze malé, černý oční proužek zcela chybí. Brada je bílá, hruď světle červenohnědá s občasnými nepravidelnými tmavými pruhy.

## Biologie

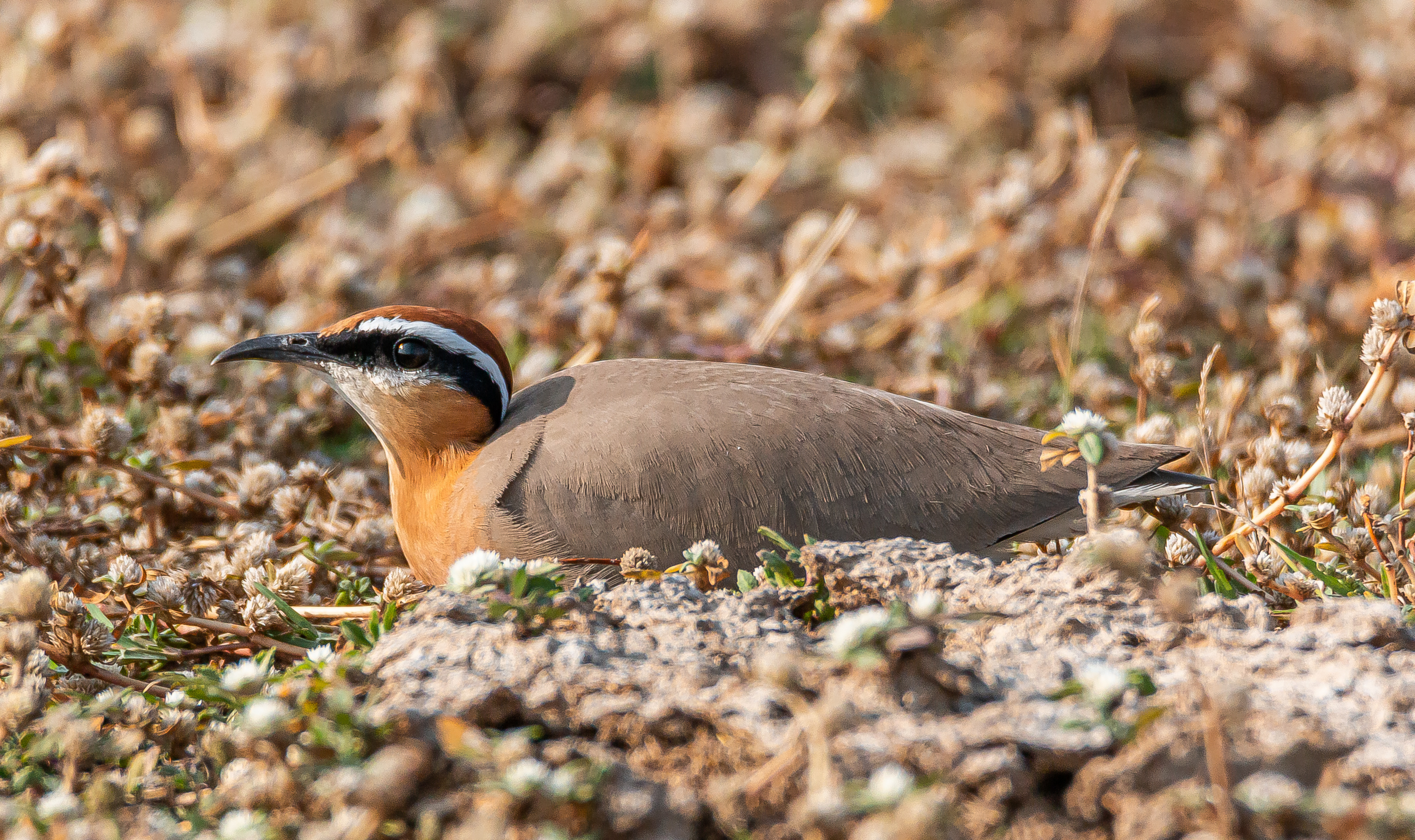
Hnízdící běhulík rezavoprsý

Habitat druhu tvoří suché travnaté, polopouštní až pouštní plochy, vyschlá kamenitá koryta řek, písčité duny a kamenité pouště. Vyhledává o něco vlhčí habitat než příbuzný běhulík plavý (Cursorius cursor). Hlasově se příliš neprojevuje a když už ano, vydává nízko položené guot či uot. Živí se převážně hmyzem jako jsou brouci a jejich larvy, rovnokřídlí, cvrčci aj. Hnízdí od března do srpna v závislosti na lokaci, např. na Šrí Lance hnízdí nejčastěji v květnu. Samice klade 2–3 světle žlutošedá vejce do mělkého důlku přímo na zemi. Inkubaci obstarává hlavně samice s občasnou výpomocí samce. Mláďata se rodí obalena prachovým peřím, které dokonale splývá s okolním prostředím.